# T. E. D. Klein
Theodore "Eibon" Donald Klein (Nueva York, 15 de julio de 1947), más conocido como T. E. D. Klein, es un escritor y editor estadounidense de novelas y cuentos de terror.
A pesar de haber publicado escasas obras, Klein logró alcanzar reconocimiento por su trabajo en la literatura de terror. El crítico S. T. Joshi afirmó sobre él: «A lo largo de 25 años de escritura Klein sólo ha necesitado dos novelas y un puñado de cuentos dispersos para labrarse una sólida reputación, y aun así su fama sigue proyectándose sobre la de sus más prolíficos contemporáneos».

## Biografía
Nació y sigue viviendo en la ciudad de New York. Se graduó en la Brown University. Fue editor de la revista Twilight Zone desde su nacimiento en 1981 hasta 1985. También lo fue de la efímera revista Crime Beat desde 1991 hasta 1993.

## Obra
Klein comenzó su carrera de escritor con la novela corta The Events at Poroth Farm (“Los sucesos en Poroth Farm", 1972), en la que un profesor de Universidad, que vive aislado en el campo leyendo literatura de terror para preparar el siguiente semestre, va comprendiendo gradualmente que auténticos fenómenos sobrenaturales empiezan a tener lugar a su alrededor. En la historia se muestra la reacción del narrador ante las obras que está leyendo (de Charles Maturin, Ann Radcliffe, Matthew G. Lewis, Sheridan Le Fanu, Bram Stoker, Aleister Crowley y Shirley Jackson), todo ello combinado con sus sensaciones de amenaza sobrenatural.
En 1984 Klein publicó la novela Ceremonias macabras ("The Ceremonies"), que utiliza la misma trama que la anterior, pero más ampliamente desarrollada. Los peligros ahora no afectan a un hombre o una comunidad solamente, sino al mundo entero. Es este un libro basado libremente en el relato del maestro del cuento de terror Arthur Machen El pueblo blanco ("The White People").
En 1985 Klein publicó el libro Dark Gods ("Dioses oscuros"), que incluye cuatro relatos largos: Children of the Kingdom ("Los chicos del reino"), que trata de horrores invisibles que se esconden en las sombras de Nueva York; Petey, pleno de suspense, sobre la mascota monstruosa de un loco que lleva el horror a la inauguración de una lujosa mansión; Black Man with a Horn ("El negro del cuerno"), relato al modo de Lovecraft que trata de un viejo cuentista de horror (personaje inspirado en el escritor Frank Belknap Long) y sus descubrimientos sobre el terrible pueblo Tcho-Tcho, y por último Nadelman´s God ("El dios de Nadelman"), sobre un hombre que descubre un día que un poema que escribió cuando era adolescente ha sido utilizado como encantamiento para convocar a una monstruosa deidad.
Klein escribió asimismo el guion para la película de Dario Argento Trauma (1993), protagonizada por Asia Argento y Piper Laurie.
El autor ha escrito dos ensayos críticos sobre la ficción macabra: Dr. Van Helsing's Handy Guide to Ghost Stories ("El manual sobre historias de fantasmas del Dr. Van Helsing", 1981), una serie de artículos para la revista Twilight Zone, y Raising Goosebumps for Fun and Profit ("Divertidos y provechosos escalofríos", 1988), escritos para la revista Writer's Digest. S. T. Joshi ha escrito un ensayo crítico sobre la obra de Klein en el libro The Modern Weird Tale (2001).